# 蓮城まこと
蓮城 まこと（れんじょう まこと、11月25日 - ）は、日本の女優。元宝塚歌劇団雪組の男役スター。
大分県大分市、県立芸術文化短期大学附属緑丘高等学校出身。身長169cm。愛称は「きんぐ」、「ぴろこ」。

## 来歴
2001年、宝塚音楽学校入学。
2003年、宝塚歌劇団に89期生として入団。入団時の成績は28番。月組公演「花の宝塚風土記／シニョール ドン・ファン」で初舞台。その後、雪組に配属。
2008年の「君を愛してる」で新人公演初主演。
2009年、水夏希・愛原実花トップコンビ大劇場お披露目となる「ロシアン・ブルー」で、2度目の新人公演主演。
2016年5月8日、「るろうに剣心」東京公演千秋楽をもって、宝塚歌劇団を退団。
退団後はニューヨークへの留学を経て、舞台を中心に幅広く活動している。

## 宝塚歌劇団時代の主な舞台

### 初舞台
- 2003年4 - 5月、月組『花の宝塚風土記（ふどき）』『シニョール ドン・ファン』（宝塚大劇場のみ）

### 雪組時代
- 2003年8 - 12月、『Romance de Paris』『レ・コラージュ』
- 2004年1 - 2月、『送られなかった手紙』（バウホール・日本青年館） - フランチェスコ
- 2004年4 - 7月、『スサノオ』『タカラヅカ・グローリー!』
- 2004年11 - 2005年2月、『青い鳥を捜して』 - 新人公演：チャン（本役：凰稀かなめ）『タカラヅカ・ドリーム・キングダム』
- 2005年4 - 5月、『さすらいの果てに』（バウホール） - ウィリアム軍曹
- 2005年6 - 10月、『霧のミラノ』 - 新人公演：オットー（本役：凰稀かなめ）『ワンダーランド』
- 2005年11月、『銀の狼』 - マルソー『ワンダーランド』（全国ツアー）
- 2006年2 - 5月、『ベルサイユのばら-オスカル編-』 - 小公子、新人公演：ジェロワール（本役：音月桂／水純花音）[4]
- 2006年7月、『ベルサイユのばら-オスカル編-』（全国ツアー） - ジェロワール
- 2006年9 - 12月、『堕天使の涙』 - 新人公演：マルセル･ドレフュス（本役：彩那音）『タランテラ!』
- 2007年2月、『ハロー!ダンシング』（バウホール）
- 2007年2 - 3月、『ノン ノン シュガー!!』（バウホール） - K・BOY
- 2007年5 - 8月、『エリザベート』 - ジュラ、新人公演：ルドルフ（本役：凰稀かなめ）[4][2]
- 2007年10月、『シルバー・ローズ・クロニクル』（ドラマシティ・日本青年館） - ティム
- 2008年1 - 3月、『君を愛してる-Je t'aime-』 - アイユ、新人公演：ジョルジュ・ドシャレット（本役：水夏希）『ミロワール』 新人公演初主演[6][4][2]
- 2008年5 - 6月、『外伝 ベルサイユのばら-ジェローデル編-』 - 衛兵隊ジャン『ミロワール』（全国ツアー）
- 2008年8 - 11月、『ソロモンの指輪』『マリポーサの花』 - 新人公演：サルディバル（本役：未来優希）[4]
- 2009年1月、『忘れ雪』（バウホール・日本青年館） - 中里信一
- 2009年3 - 5月、『風の錦絵』『ZORRO 仮面のメサイア』 - キッキング・ベア、新人公演：ホセ・ディアス（本役：未来優希）[4]
- 2009年7 - 10月、『ロシアン・ブルー』 - ロバート・ホッジキス、新人公演：アルバート・ウィスラー（本役：水夏希）『RIO DE BRAVO!!（リオ デ ブラボー）』 新人公演主演[7][4][2]
- 2009年11 - 12月、『情熱のバルセロナ』 - セルバンテス伯爵『RIO DE BRAVO!!（リオ デ ブラボー）』（全国ツアー）
- 2010年2 - 4月、『ソルフェリーノの夜明け』 - マニヤーニ『Carnevale（カルネヴァーレ）睡夢（すいむ）』
- 2010年6 - 9月、『ロジェ』『ロック・オン!』
- 2010年10 - 11月、『オネーギンEvgeny Onegin』（日本青年館・バウホール） - ドミトリー・ラフスキー
- 2011年1 - 3月、『ロミオとジュリエット』
- 2011年4 - 5月、『ニジンスキー-奇跡の舞神-』（バウホール・日本青年館） - イゴール・ストラヴィンスキー
- 2011年7月、『ハウ・トゥー・サクシード』（梅田芸術劇場） - タッカベリー
- 2011年9 - 11月、『仮面の男』 - アラミス『ROYAL STRAIGHT FLUSH!!』
- 2012年1月、『インフィニティ-限りなき世界-』（バウホール）
- 2012年3 - 5月、『ドン・カルロス』 - アルバ公爵『Shining Rhythm!』
- 2012年7 - 8月、『フットルース』（梅田芸術劇場・博多座） - チャック・クランストン
- 2012年10 - 12月、『JIN-仁-』 - 中岡慎太郎『GOLD SPARK!-この一瞬を永遠に-』
- 2013年2月、『若き日の唄は忘れじ』 - 武部春樹『Shining Rhythm!-新たなる誕生-』（中日劇場）
- 2013年4 - 7月、『ベルサイユのばら-フェルゼン編-』 - ジョルジュ・ジェファソン
- 2013年8 - 9月、『若き日の唄は忘れじ』 - 里村左内『ナルシス・ノアールII』（全国ツアー）
- 2013年11 - 2014年2月、『Shall we ダンス?』 - ミハエル『CONGRATULATIONS 宝塚!!』
- 2014年3月、『ベルサイユのばら-オスカルとアンドレ編-』（全国ツアー） - ハンス・アクセル・フォン・フェルゼン／ロベスピエール
- 2014年6 - 8月、『一夢庵風流記 前田慶次』 - 黒田官兵衛『My Dream TAKARAZUKA』
- 2014年10月、『伯爵令嬢』（日生劇場） - モリス
- 2015年1 - 3月、『ルパン三世 -王妃の首飾りを追え!-』 - ロアン枢機卿『ファンシー・ガイ!』
- 2015年5月、『星影の人』 - 山崎丞『ファンシー・ガイ!』（博多座）
- 2015年7 - 10月、『星逢一夜（ほしあいひとよ）』 - 泰三『La Esmeralda（ラ エスメラルダ）』
- 2015年11 - 12月、『哀しみのコルドバ』 - アントン・ナバロ『La Esmeralda（ラ エスメラルダ）』（全国ツアー）
- 2016年2 - 5月、『るろうに剣心』 - 桂小五郎／ベルクール 退団公演[2]

### 出演イベント
- 2006年8月、『雪組エンカレッジ・コンサート』
- 2008年12月、タカラヅカスペシャル2008『La Festa!』
- 2009年12月、タカラヅカスペシャル2009『WAY TO GLORY』
- 2010年12月、タカラヅカスペシャル2010『FOREVER TAKARAZUKA』
- 2011年12月、タカラヅカスペシャル2011『明日に架ける夢』
- 2014年11月、轟悠ディナーショー『Yū! Just in Time』
- 2014年12月、タカラヅカスペシャル2014『Thank you for 100 years』
- 2015年12月、タカラヅカスペシャル2015『New Century，Next Dream』

## 宝塚歌劇団退団後の主な活動

### 舞台
- 2022年5月、『面影小町伝』（日本橋劇場） - 笠森お仙[8]
- 2022年10月、『CLOSER』（シアター風姿花伝） - アンナ[注釈 1][9]
- 2023年10 - 11月、『Greatest Dream』（東京建物 Brillia HALL・梅田芸術劇場）[10]
- 2024年1月、『スパイ教室』（博品館劇場） - クラウス[11]

### コンサート
- 2025年9月、『I LOVE MUSICAL 2025〜この曲をあなたへ〜』（きゅりあん）[12]

## 広告・CM出演
- 2010年、『POND'S』